# 布目摺り

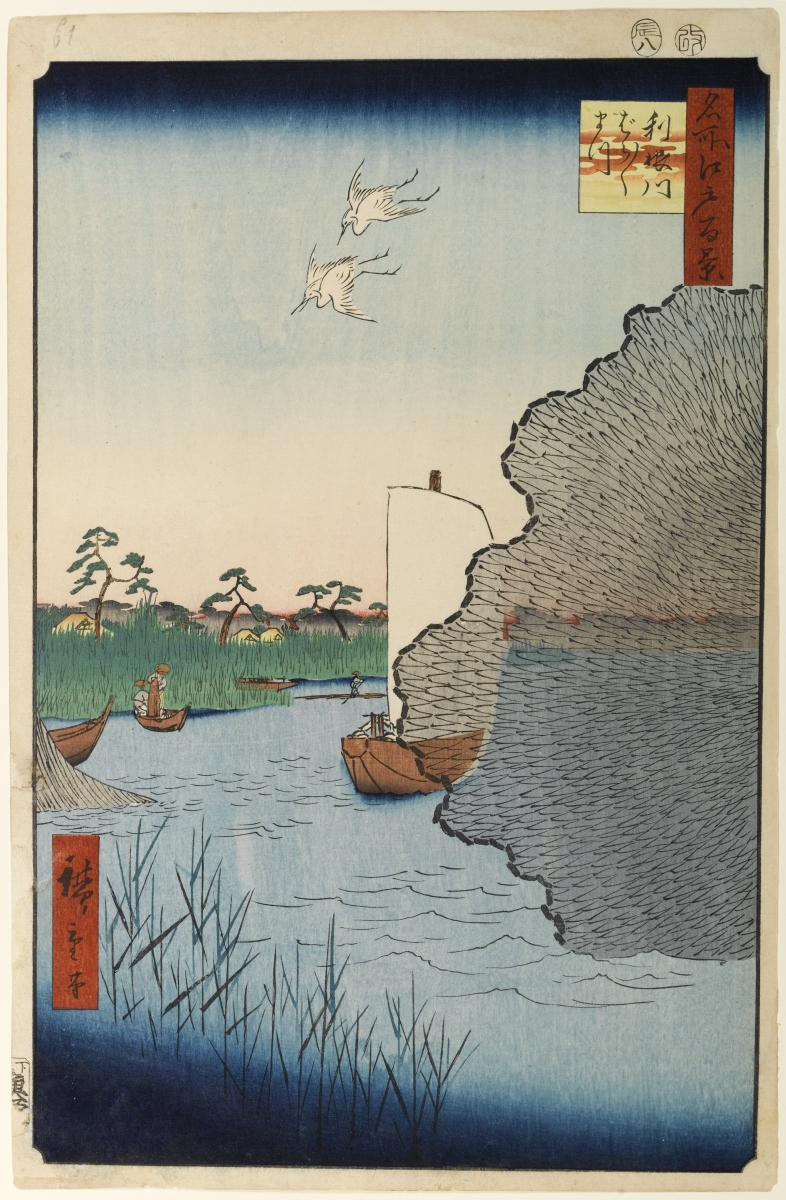
『名所江戸百景』夏の部71番「利根川ばらばらまつ」船の帆に布目摺りが用いられている。

布目摺り（ぬのめすり）とは、浮世絵版画で用いられる版画技法の一種で、実物の布をつかった空摺りの一種である。布目を表すために用いられる。

## 概要
布目摺りを行うには、布目をあらわそうとする絵の形と同じ大きさに、絽または紗の切れを切りぬいて板面にはりつけ、これを版木にして、圧力を強くかけるために馬楝で摺る。こうすることで布生地のもつ微妙な凹凸が、刷り上がった版画の紙の凹凸として移し取られ、布の質感が表現できる。

## 作例
歌川広重が制作した連作浮世絵名所絵『名所江戸百景』の中のひとつ「利根川ばらばらまつ」では、船の帆の質感を出すために、布目摺りの手法が用いられている。